# CellFactor: Revolution
Cellfactor: Revolution es un juego desarrollado por Immersion Software, Timeline Interactive y Artificial Studios. Funciona con el potente motor Ageia PhysX, el cual permite un enorme número de efectos.

## Trama
Luego de catastróficos sucesos la tierra queda dominada por una poderosa corporación llamada LIMBO; cuyo único plan es avanzar en la tecnología a pesar de los daños que esto le signifique a la humanidad. Al encontrar resistencia humana la LIMBO crea un régimen autoritario para acabar a los humanos. Estos a su vez roban su tecnología y de esta manera pueden defenderse y organizarse para hacer una revolución creando el ejército GUARD.

## Personajes
Bishop: es una androide de batalla que utiliza telekinesis para luchar levantando y lanzando múltiples objetos causando así un daño considerable, no puede tener armas. Pertenece a la GUARD.
Blak Op: es un soldado humano que pertenece al ejército GUARD.
Guardian: son robots típicos de guerra pertenecientes a la LIMBO, cuyo poder de fuego es inigualable.

## Armas
- R4 Lethe: es una pistola con capacidad de 20 balas, y además posee 3 balas de estallído.
- R3 Archeron: es un potente lanza-proyectiles cuyo daño es crítico, posee como munición secundaria múltiples cohetes.
- R2 Phlegethon: es un rifle francotirador que causa un daño bastante alto, posee como munición secundaria minas.
- R5 STYX: es una especie de rifle de asalto cuyo daño es considerable, su munición secundaria con granadas propusadas.

## El Ageia PhysX
Al contrario de la mayoría de juegos con licencia GPL, que tienen motor de Quake 3; el Cellfactor tiene motor PhysX, lo cual permite efectos especiales magníficos, por ejemplo: todo objeto golpeado sufre daño.